# Roestelia fenzeliana
Roestelia fenzeliana är en svampart som först beskrevs av F.L. Tai & C.C. Cheo, och fick sitt nu gällande namn av F. Kern 1973. Roestelia fenzeliana ingår i släktet Roestelia och familjen Pucciniaceae.   Inga underarter finns listade i Catalogue of Life.